# Sigismondo Leopoldo d'Asburgo-Lorena
Sigismondo Leopoldo d'Asburgo-Lorena, (in tedesco: Sigismund Leopold Rainer Maria Ambrosius Valentin von Österreich) (Milano, 7 gennaio 1826 – Vienna, 15 dicembre 1891), è stato un arciduca d'Austria.

## Biografia
Era il figlio dell'arciduca Ranieri Giuseppe d'Asburgo-Lorena, Viceré del Lombardo-Veneto, e di sua moglie, Maria Elisabetta di Savoia-Carignano, figlia di Carlo Emanuele di Savoia, Principe di Carignano e sorella di Carlo Alberto di Savoia.

## Carriera militare
Raggiunse il grado di tenente generale del 45º reggimento di fanteria. Durante le rivoluzioni del 1848, combatté sotto il comando del maresciallo Radetzky contro il Regno di Sardegna.
Il 15 gennaio 1856 venne nominato luogotenente generale e si trasferì a Graz. Nel 1859 Sigismondo è entrato in possesso del castello di Gmünd.

## Ultimi anni
Si ritirò dal servizio militare molto presto. Era un appassionato botanico e dendrologo. 
Lasciava solo in rare occasioni la sua tenuta, una delle quali era il Esposizione mondiale di Vienna nel 1873.

## Morte
Il 9 dicembre 1891 si recò al funerale di suo fratello, l'arciduca Enrico e della cognata. In quella occasione si ammalò. La malattia non venne presa sul serio in un primo momento e quando mi rivolse al medico, era ormai troppo tardi. Morì il 15 dicembre. Venne sepolto a Gmünd.

## Ascendenza
|                                      |                                        |                                                 | Genitori                                      |  |  | Nonni |  |  | Bisnonni              |  |  | Trisnonni          |  |
|                                      |                                        |                                                 |                                               |  |  |       |  |  | Francesco I di Lorena |  |  | Leopoldo di Lorena |  |
|                                      |                                        |                                                 |                                               |  |  |       |  |  | Francesco I di Lorena |  |  | Leopoldo di Lorena |  |
|                                      |                                        | Elisabetta Carlotta di Borbone-Orléans          |                                               |  |  |       |  |  | Francesco I di Lorena |  |  |                    |  |
| Leopoldo II d'Asburgo-Lorena         |                                        |                                                 |                                               |  |  |       |  |  | Francesco I di Lorena |  |  |                    |  |
|                                      |                                        | Maria Teresa d'Austria                          | Carlo VI d'Asburgo                            |  |  |       |  |  |                       |  |  |                    |  |
|                                      |                                        | Maria Teresa d'Austria                          | Carlo VI d'Asburgo                            |  |  |       |  |  |                       |  |  |                    |  |
|                                      |                                        | Maria Teresa d'Austria                          | Elisabetta Cristina di Brunswick-Wolfenbüttel |  |  |       |  |  |                       |  |  |                    |  |
| Ranieri Giuseppe d'Asburgo-Lorena    |                                        | Maria Teresa d'Austria                          |                                               |  |  |       |  |  |                       |  |  |                    |  |
|                                      |                                        | Carlo III di Spagna                             | Filippo V di Spagna                           |  |  |       |  |  |                       |  |  |                    |  |
|                                      |                                        | Carlo III di Spagna                             | Filippo V di Spagna                           |  |  |       |  |  |                       |  |  |                    |  |
|                                      |                                        | Carlo III di Spagna                             | Elisabetta Farnese                            |  |  |       |  |  |                       |  |  |                    |  |
| Maria Ludovica di Borbone-Spagna     |                                        | Carlo III di Spagna                             |                                               |  |  |       |  |  |                       |  |  |                    |  |
|                                      |                                        | Maria Amalia di Sassonia                        | Augusto III di Polonia                        |  |  |       |  |  |                       |  |  |                    |  |
|                                      |                                        | Maria Amalia di Sassonia                        | Augusto III di Polonia                        |  |  |       |  |  |                       |  |  |                    |  |
|                                      |                                        | Maria Amalia di Sassonia                        | Maria Giuseppa d'Austria                      |  |  |       |  |  |                       |  |  |                    |  |
| Sigismondo Leopoldo d'Asburgo-Lorena |                                        | Maria Amalia di Sassonia                        |                                               |  |  |       |  |  |                       |  |  |                    |  |
|                                      | Vittorio Amedeo II di Savoia-Carignano | Luigi Vittorio di Savoia-Carignano              |                                               |  |  |       |  |  |                       |  |  |                    |  |
|                                      | Vittorio Amedeo II di Savoia-Carignano | Luigi Vittorio di Savoia-Carignano              |                                               |  |  |       |  |  |                       |  |  |                    |  |
|                                      | Vittorio Amedeo II di Savoia-Carignano | Cristina Enrichetta d'Assia-Rheinfels-Rotenburg |                                               |  |  |       |  |  |                       |  |  |                    |  |
| Carlo Emanuele di Savoia-Carignano   | Vittorio Amedeo II di Savoia-Carignano |                                                 |                                               |  |  |       |  |  |                       |  |  |                    |  |
|                                      |                                        | Giuseppina Teresa di Lorena-Armagnac            | Luigi Carlo di Lorena, principe di Lambesc    |  |  |       |  |  |                       |  |  |                    |  |
|                                      |                                        | Giuseppina Teresa di Lorena-Armagnac            | Luigi Carlo di Lorena, principe di Lambesc    |  |  |       |  |  |                       |  |  |                    |  |
|                                      |                                        | Giuseppina Teresa di Lorena-Armagnac            | Louise Julie Constance de Rohan               |  |  |       |  |  |                       |  |  |                    |  |
| Maria Elisabetta di Savoia-Carignano |                                        | Giuseppina Teresa di Lorena-Armagnac            |                                               |  |  |       |  |  |                       |  |  |                    |  |
|                                      |                                        | Carlo di Sassonia, duca di Curlandia            | Augusto III di Polonia                        |  |  |       |  |  |                       |  |  |                    |  |
|                                      |                                        | Carlo di Sassonia, duca di Curlandia            | Augusto III di Polonia                        |  |  |       |  |  |                       |  |  |                    |  |
|                                      |                                        | Carlo di Sassonia, duca di Curlandia            | Maria Giuseppa d'Austria                      |  |  |       |  |  |                       |  |  |                    |  |
| Maria Cristina di Sassonia           |                                        | Carlo di Sassonia, duca di Curlandia            |                                               |  |  |       |  |  |                       |  |  |                    |  |
|                                      |                                        | Franciszka Corvin-Krasińska                     | Stanislao Corvin-Krasinski                    |  |  |       |  |  |                       |  |  |                    |  |
|                                      |                                        | Franciszka Corvin-Krasińska                     | Stanislao Corvin-Krasinski                    |  |  |       |  |  |                       |  |  |                    |  |
|                                      |                                        | Franciszka Corvin-Krasińska                     | Anna Humiecka                                 |  |  |       |  |  |                       |  |  |                    |  |
|                                      |                                        | Franciszka Corvin-Krasińska                     |                                               |  |  |       |  |  |                       |  |  |                    |  |